# СТЭС Айвонпа
СТЭС Айвонпа (англ. Ivanpah Solar Power Facility) — крупная солнечно-топливная электростанция (или солнечно-термодинамическая электростанция) (СТЭС) башенного типа, расположенная в штате Калифорния, США, с установленной мощностью 390 МВт. Строительство началось в ноябре 2011 года; электростанция поставляет электричество потребителям с февраля 2014 года. Планируется, что она закроется в 2026 году.

## Основные сведения
Станция расположена в пустыне Мохаве вблизи границы штата Калифорния со штатом Невада. Состав сооружений станции:
- три башни-концентратора, каждая высотой 140 м;
- три участка гелиостатов общей площадью 14,2 км², число гелиостатов на участках — 173 500 шт. (каждый состоит из двух зеркал по 7 м² суммарной площадью 14 м²).

Электростанция выполнена по двухконтурному принципу, первый контур осуществляет теплообмен с солнечными концентраторами, в качестве рабочего тела используется расплав термической соли. Получаемый в первом контуре разогретый расплав используется в течение суток во втором паровом контуре. В случае неблагоприятных погодных условий для получения пара используется сжигание природного газа. Для уменьшения потерь воды используется сухое охлаждение второго контура.
В 2014 году выработка электричества в месяц изменялась от 24 млн кВт·ч в феврале до 64 млн кВт·ч в июне. Проектная выработка электричества 1,08 млрд кВт·ч/год, КИУМ станции 31 %.
Стоимость строительства составила 2,2 млрд $.

## Критика
По сравнению с газовыми электростанциями СТЭС Айвонпа обходится вчетверо дороже, а генерирует гораздо меньше электроэнергии. По подсчётам экспертов, в будущем электроэнергия, вырабатываемая этой станцией, будет стоить вдвое дороже, чем получаемая от обычных источников энергии, а расходы, очевидно, будут переложены на потребителей.
С 2014 года над станцией каждый год гибнет более 6000 птиц.

## Пожар на станции
19 мая 2016 года на станции возник пожар из-за неправильного расположения зеркал, направляющих солнечный свет на бойлерную вышку.